# Luc Eymael
Luc Eymael est un footballeur puis entraîneur belge, né le 20 septembre 1959 à Tongres et marié à Patricia Abbruzzese. Il évolue au poste de gardien de but du milieu des années 1970 au début des années 2000. Après une carrière dans de nombreux clubs belges, il devient ensuite entraîneur.

## Biographie

### Joueur
Luc Eymael commence le football au R Star Fléron FC. International scolaire, il est le remplaçant en équipe nationale de Philippe Vande Walle. Après un passage au RUS Ferrières, il rejoint en 1983 le Heerlen Sport, club évoluant en Division 2 néerlandaise. Il dispute deux saisons dans ce club puis, retourne en Belgique au RAC Vaux où il joue jusqu'en 1990. Lors de ses saisons dans ce club, il est victime d'une hernie discale.
Il rachète son contrat et s'engage ensuite au RFC Huy où il joue deux ans. En 1992, il signe au RE Virton puis, de 1995 à 2000, évolue au KSC Hasselt, à l'UR Namur, au R SC Athus et, au RFC Aubel, où il termine sa carrière.

### Entraîneur
Parallèlement à son parcours de joueur, il exerce le métier de professeur d'éducation physique et, devient entraîneur pendant trois ans des minimes et cadets de la région liégoise. Il intègre ensuite l'encadrement technique du RFC Liège où il s'occupe des minimes, cadets et des scolaires nationaux pendant quatre ans. Lors de ses quatre saisons comme entraîneur de jeunes, il remporte trois titres de champion de Belgique. Il participe à l'éclosion de nombreux joueurs tels que Logan Bailly, Guillaume Gillet ou François Sterchele.
Diplômé de l'école fédérale des entraîneurs, Luc Eymael commence, en 1998, sa carrière d'entraîneur en équipe senior à la RUS Sartoise, club de cinquième division nationale belge et exerce dans ce club jusqu'en 2002. Il atteint à deux reprises le tour final de la compétition et termine une saison à la deuxième place. Adepte du 4-2-3-1, il rejoint le FC Weywertz pour une saison en 2002, terminée à la cinquième place puis, signe au FC Lorrain Arlon en 2003. Après trois ans dans ce club, il rejoint le RFC Spy à la mi-saison 2007. Le club, qui est alors classé avant-dernier du championnat, termine sous ses ordres huitième puis, l'année suivante atteint le tour final. En contacts avancés avec le SC Petit-Waret, il s'engage finalement au RRC Hamoir pour la saison 2009-2010.
En 2010 il part en Afrique et devient entraîneur du club de division 1 de la République Démocratique du Congo, l'AS Vita Club. Il mène l'équipe au titre de champion en 2010 puis remporte la supercoupe en 2011. Il quitte le club en mars 2011 en raison de différends avec ses dirigeants.

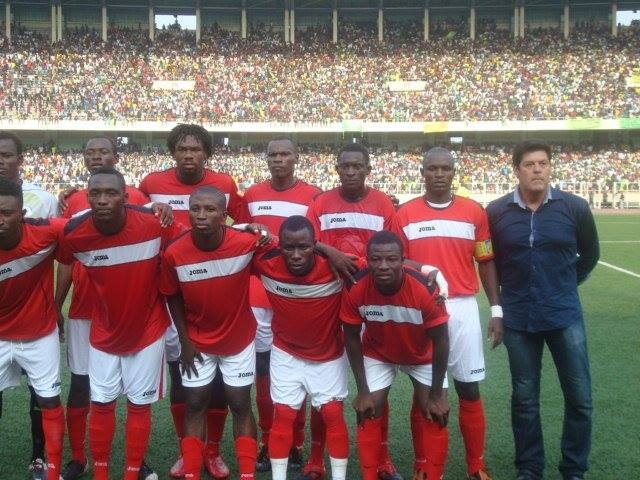
Luc Eymael avec le Missile FC en 2011 dans un match amical face à son ancien club l'AS Vita Club

Il rejoint alors en avril le Missile FC, club du Gabon avec qui il gagne, en fin de saison, le titre de champion. En contact avec deux clubs tunisiens, il retourne finalement en septembre 2011 au Missile FC,. Il termine cinquième du championnat en fin de saison.
En juillet 2012, il s'engage avec le MC Oran en Algérie et déclare alors : « Je suis content de ce challenge et je sais que c’est un club qui a glorieux passé et que l’on m’a fait venir pour essayer de redorer le blason du MC Oran ». Cependant il est démis de ses fonctions deux mois plus tard et les dirigeants du club qui le remplacent par le Suisse Raul Savoy, et ce avant que la saison ne commence,.
Contacté pour devenir sélectionneur du Kenya, il refuse la proposition et rejoint, en avril 2013, l'AFC Leopards, club du championnat kényan, qui ne compte alors que cinq points sur quinze possibles. Contacté en cours de saison par Orlando Pirates, il rachète alors son contrat et le 20 septembre repart pour l'Afrique du Sud. Le transfert ne se fait finalement pas et, après un retour dans le club kényan qu'il qualifie pour les demi-finales de la coupe nationale, il retourne en Belgique pour retrouver sa famille.
En janvier 2014 il signe au Rayon Sports au Rwanda, et ce pour une durée de six mois. Il termine à la deuxième place à deux points du champion.
Il prend en charge, en juin 2014, la JS kairouanaise en Tunisie,. Neuvième à la fin du championnat, il quitte le club en août 2015. En novembre, il rejoint le club d'Al Nasr Salalah, évoluant dans le Sultanat d'Oman, avec un contrat jusqu'à la fin de la saison. Il a pour objectif de terminer dans les trois premiers du championnat. Malgré un bon début de saison à la tête des Omanais, le technicien belge décide de racheter son contrat et signe, le 23 décembre, un contrat d'une saison avec le club soudanais du Al Merreikh. Il mène ce club en huitième de finale de la Coupe des champions de la CAF en mars mais quitte le club, le 1er juin 2016, à la suite du changement de président et du non-respect des termes de son contrat.
Luc Eymael signe au Polokwane City en Premier Soccer League le 6 juillet 2016 pour deux saisons avec pour objectif « de ramener cette équipe moyenne parmi les 8 premiers ». Ensuite, en septembre 2017 il s'engage avec les Free State Stars, toujours en Premier Soccer League,,. En août 2018, il remporte la Coupe d'Afrique du Sud avec le club,, premier trophée depuis 24 ans pour le club tout en terminant sixième du championnat. Qualifiée pour la coupe de confédération de la CAF pour la première fois de son histoire, l'équipe remporte ensuite la super coupe d Afrique du Sud en septembre 2018.
Le mardi 13 novembre 2018, Luc Eymael démissionne de son poste de coach du Free States Stars après avoir coaché 52 matches, en avoir gagné 24, fait 15 matchs nuls et 13 perdus.
Le 22 novembre 2018, Luc Eymael signe un nouveau contrat en Première Division égyptienne avec le club Tala El Geish.
Le 1er juin 2019, Luc Eymael termine la saison avec Tala El Geish en classant le club à la 8e place (meilleur classement du club sur les 7 dernières années) 20 matches 8 victoires 6 nuls 6 défaites.
Le 1er octobre 2019, Luc Eymael reprend la direction de l'Afrique du Sud et le club de première league sud-africaine Black Leopards.
le 14 janvier 2020 il reprend Yanga en Tanzanie à la 6e place et réussit à terminer fin juillet 2020 à la 2e position, qualifiant ainsi Yanga pour la champion's league.
Luc Eymael a signé un contrat en Tunisie le 1er juillet 2021, mais pour des raisons familiales et privées importantes, il a dû quitter le club le 20 septembre 2021 d'un commun accord
Après une pause de 9 mois, Luc Eymael est de retour et c'est avec le club libyen Ittihad Misurata, premier league, qu'il signe un nouveau contrat, le 23 août 2022, avec un nouveau challenge dont l'objectif est de participer au tour final de cette saison afin de se qualifier pour une coupe Africaine,,,,.
Luc Eymael a repris le chemin de l’Afrique le 28 janvier 2024, pour signer avec le nouveau club AIGLES DU CONGO,,, basé à Kinshasa en République Démocratique du Congo. Le club créé en aout 2023 a terminé la phase normale du championnat à la 4e place lui permettant de jouer le play off pour atteindre peut être une place pour jouer la prochaine ligue des champions ou la prochaine coupe de confédération
Le technicien belge Luc Eymael du FC Les Aigles du Congo est élu meilleur entraîneur du mois d'avril des barrages de Ligue 1, par le panel de spécialistes d'Info Linafoot Ligue 1.
Luc Eymael a terminé 4e durant les play off du championnat 2023/2024 en Rdc Congo avec les aigles du Congo après qu il s'est qualifié durant la phase classique du championnat pour les play off.
Le 27 septembre 2024, Luc Eymael, fort de 14 ans d'expérience à l'international, a été nommé à la tête du FC Saint Eloi Lupopo, club de premier plan basé à Lubumbashi en République Démocratique du Congo. Il prend ainsi les commandes de l'équipe en remplacement du Malien Mohamed Magassouba, désormais directeur technique du club. Ce nouveau défi en Ligue 1 africaine marque une étape importante dans sa carrière.
Luc Eymael est élu meilleur coach en octobre 2024 pour le FC Saint Eloi Lupopo.
Ce 30 mai 2025, Luc Eymael et le FC Saint-Éloi Lupopo ont été contraints, en raison de considérations sécuritaires, de mettre fin à leur collaboration, d’un commun accord.

## Palmarès
En tant que joueur, Luc Eymael est champion de Belgique de Promotion série D en 1995 avec le RE Virton et en 1997 avec l'UR Namur.
Comme entraîneur, il est champion de la République démocratique du Congo en 2010 et vainqueur de la super coupe de la République démocratique du Congo en 2011 avec l'AS Vita Club. Il remporte, la même année, le titre de champion du Gabon avec le Missile FC.Il termine vice-champion du Rwanda en 2014 avec le Rayon Sports.
Avec les Free State Stars, il remporte la Coupe d'Afrique du Sud et la super coupe d'Afrique du Sud en 2018.
Ensuite, en 2019, c'est le club égyptien Tala el Geish qu'il remonte à la 8e place.
En 2020 Luc Eymael reprend yanga en Tanzanie à la 6e place et termine fin juillet 2020 en plaçant le club en 2e position , qualifiant ainsi Yanga pour la champions league.
Luc Eymael a repris le chemin de l’Afrique le 28 janvier 2024, pour signer avec le nouveau club AIGLES DU CONGO basé à Kinshasa en République Démocratique du Congo. 
Le club, créé en août 2023, a terminé la phase normale du championnat à la 4e place. Cette position lui a permis de participer aux play-offs, avec l’espoir d’obtenir une place pour jouer soit dans la prochaine Ligue des Champions, soit dans la prochaine Coupe de Confédération.
Luc Eymael a été élu meilleur entraîneur en octobre et novembre 2024, puis désigné meilleur entraîneur de l’année 2025 pour la phase classique du Groupe A de la Ligue 1 congolaise, avec le FC Saint Éloi Lupopo.